# Herb Kołomyi

Herb Kołomyi

Herb w okresie II RP

Herb Kołomyi – został ustanowiony 22 marca 1991 roku. Autorem herbu jest Mychajło Dowirak. Widoczne na błękitnym polu tarczy koło to odniesienie do nazwy miasta. Rozpościerający swe skrzydła orzeł to ptak charakterystyczny dla otaczających miasto Karpat. Orzeł przyjmuje obronną pozę, symbolicznie chroniąc przyrodę oraz wartości materialne i duchowe Karpat. Symbolizuje on dodatkowo wszelkich wojowników, którzy kiedykolwiek przejawili swoje męstwo w walce o wolność Ukrainy. Korona orła, przyjmująca kształt stylizowanego tryzuba, symbolizuje przynależność miasta do tego państwa.
Błękitna barwa tarczy symbolizuje z jednej strony szczyty Karpat i rzekę Prut, z drugiej strony błękit jest symbolem duchowości i nadziei. Złota barwa orła oraz koła symbolizuje odrodzenie i bogactwo.
Przy tworzeniu aktualnego herbu kierowano się chęcią zachowania, a przy tym ideowego udoskonalenia symboli pochodzących z poprzedniego herbu miasta. W okresie II Rzeczypospolitej godłem heraldycznym był uszczerbiony orzeł biały w koronie na tarczy czerwonej. Początki tego wizerunku sięgały jeszcze roku 1395, gdy podobny herb nadać miał miastu król Władysław Jagiełło.